# VfB Liegnitz
VfB Liegnitz was een Duitse sportclub uit Liegnitz, dat tegenwoordig het Poolse Legnica is. De club was vooral succesvol in voetbal, maar bood ook hockey, handbal, tennis en atletiek aan. Het duurde tot 1934 vooraleer de club over een eigen stadion beschikte.

## Geschiedenis
De club werd door een twintigtal jongeren opgericht op 11 november 1919. De club sloot zich aan bij de Zuidoost-Duitse voetbalbond en ging in de competitie van Neder-Silezië spelen.
In 1926/27 werd de club voor het eerst kampioen en plaatste zich zo voor de Zuidoost-Duitse eindronde, waar de club zesde werd op acht clubs. Ook het volgende seizoen eindigde de club op die plaats. In 1928/29 kwam er eerst nog een kwalificatie voor de groepsfase. Beuthen SuSV 09 kegelde de club met 5-0 uit het toernooi. Ook de volgende twee seizoenen kwalificeerde de club zich niet. Maar in 1930/31 mocht de club, ondanks dat ze zich niet geplaatst hadden, tegen vicekampioen Breslauer FV 06 spelen om een ticket in de eindronde om de Duitse landstitel. VfB verloor met 0-2 en won met 1-0. Er zou een derde beslissende wedstrijd komen, waartegen de club zich verzette. Er werd beslist met kop of munt en de club trok aan het langste eind en plaatste zich voor het eerst voor de eindronde. Tennis Borussia Berlin maakte de club met de grond gelijk en won met 6-1. De volgende twee seizoenen kon de club opnieuw niet doorstoten naar de groepsfase. In 1931/32 mocht de club wel net zoals het voorgaande jaar spelen voor een ticket in de Duitse eindronde, maar verloor van Breslauer SC 08.
In 1933 werd de competitie grondig geherstructureerd. De NSDAP kwam aan de macht en de Zuidoost-Duitse voetbalbond en alle competities verdwenen. De Gauliga Schlesien kwam als vervanger, maar de Neder-Silezische competitie werd te licht bevonden om een deelnemer af te leveren dus ondanks de titel moest VfB in de Bezirksliga Niederschlesien gaan spelen, de nieuwe tweede klasse. De club eindigde in de subtop en werd in 1936 tweede achter SC Schlesien Haynau. In 1937 werden ze voor het eerst groepswinnaar en in de titelfinale wonnen ze van MSV Cherusker Görlitz waardoor ze deelnamen aan de promotie-eindronde. In een groep met Sportfreunde Klausberg en SV 33 Klettendorf slaagde de club er niet in promotie af te dwingen. Het volgende jaar werden ze tweede achter TuSpo Liegnitz. In 1940 werd de club opnieuw kampioen en werd in de eindronde tweede achter SC Vorwärts Breslau waardoor ze naar de Gauliga promoveerden.
De club werd laatste en degradeerde meteen weer. Door de opsplitsing van de Gauliga ging de club nu in de 1. Klasse Niederschlesien 1941/42 spelen. De club werd groepswinnaar van Liegnitz, maar werd slechts derde in de promotie-eindronde. Het volgende seizoen werd de club derde. Na dit seizoen werd de 1. Klasse ontbonden en konden alle clubs promoveren, maar de club tork zich terug uit de competitie.
Na het einde van de Tweede Wereldoorlog moest Duitsland Silezië afstaan aan Polen. De Duitsers werden verdreven en de naam van Liegnitz werd veranderd in Legnica. Alle Duitse voetbalclubs in de streek werden ontbonden.

## Erelijst
Kampioen Neder-Silezië
1927, 1928, 1929, 1930, 1931, 1932, 1933